# Соколов Григорій Іванович
Соколов Григорій Іванович (26 січня 1810 — 24 березня 1852) — літератор, перекладач, дослідник історії, пам'яток Південної України.

## Біографія
Народився в с. Мар'ївка (Компаніївська волость, Єлисаветградський повіт, Херсонська губернія). Освіту здобував у пансіонах Одеси і Москви (1820—25). Із 1825 упродовж 3-х років навчався в Московському університеті на фізико-математичному факультеті. Після закінчення навчання поступив на службу в канцелярію генерал-губернатора Новоросійського краю та Бессарабії. Із зацікавленням вивчав історію, пам'ятки краю. На сторінках місцевої газети «Одесский вестник» і в додатку до неї «Литературных прибавлениях» друкував переклади праць зарубіжних авторів, що стосувалися історії краю. Був членом Одеського товариства сільського господарства Півдня Росії, де виконував обов'язки секретаря, віце-президента, редактора «Записок…» товариства. Із 1839 — член Одеського товариства історії та старожитностей. Протягом 1839—45, проживаючи в селі, виявив, упорядкував, склав опис архіву ліквідованої фортеці Святої Єлизавети (нині тут м. Кропивницький), підготував працю про м. Єлизаветград (нині м. Кропивницький), здійснив переклад із французької мови «Истории ханов Кримских»; із німецької — «Дневника путешествия в Южную Россию академика Санкт-Петербургской академии наук Гильденштедта в 1773—1774». 1845 повернувся до Одеси, де обіймав посади — інспектора Рішельєвського ліцею, цензора Одеського цензурного комітету.
Помер у м. Одеса.